# كاماخيا
كاماخيا (بالإنجليزية: Kamakhya)‏، إلهة أم، هي إلهة شاكتية تنترية. تعتبر تجسيدا لكاما (الرغبة)، وتعتبر إلهة الرغبة. يقع مسكنها - معبد كاماخيا - في منطقة كاماروبا في ولاية آسام، الهند.